# Blur
Blur är en brittisk alternativ rock-grupp, bildad 1989 i London av Damon Albarn (sång), Graham Coxon (gitarr), Alex James (elbas) och Dave Rowntree (trummor). Bandet hette både "Seymour" och "Circus" innan de i samråd med skivbolaget Food Records bestämde sig för Blur.

## Biografi
Blur debuterade 1990 med singeln "She's So High". Året efter kom albumet Leisure vilket fick blandad kritik och gruppen ansågs vara en blek kopia av The Stone Roses och andra "baggy"-band. Många hade redan räknat ut Blur när de storstilat återkom med Modern Life is Rubbish, vilket ofta anses vara det albumet som startade britpop-fenomenet. 
Blur släppte sedan Parklife vilket fick fyra priser på The Brits, och albumet sålde guld i Storbritannien. 1995 blev det en kamp om det bästa britpopbandet mellan Blur och Oasis om vem som skulle toppa Top of the Pops. Blur tävlade med "Country House" och Oasis med "Roll With It", men Blur vann, även om man kan säga att Oasis vann kriget eftersom deras skiva (What's the Story) Morning Glory? sålde mer än Blurs The Great Escape. 
1997 släppte Blur det självbetitlade albumet Blur som innehöll hitlåten "Song 2". De släppte sedan också albumet 13 1999, även den innehöll en del hitlåtar som "Tender", "Coffee & TV" och "No Distance Left to Run". 
Efter 13 år lämnade Graham Coxon bandet och Think Tank spelades in med den återstående trion, då de spelade på Cirkus, Stockholm. Sedan dess har det varit väldigt tyst om Blur fram till 2007 då alla fyra inklusive Graham Coxon, var ute och åt lunch. I december 2008 bekräftade Damon Albarn och Graham Coxon att bandet skulle återförenas för att spela en konsert i Hyde Park i London 3 juli. Biljetterna tog dock slut två minuter efter att de släpptes och bandet meddelade senare att en till konsert skulle hållas den 2 juli på grund av den stora efterfrågan.
Vid Brit Awards 2012 tilldelades Blur priset "Outstanding Contribution to Music".
2015 släpptes albumet The Magic Whip.
2023 släpptes albumet The Ballad Of Darren. Samma år spelade Blur på festivalen Way Out West i Göteborg.

## Bildgalleri

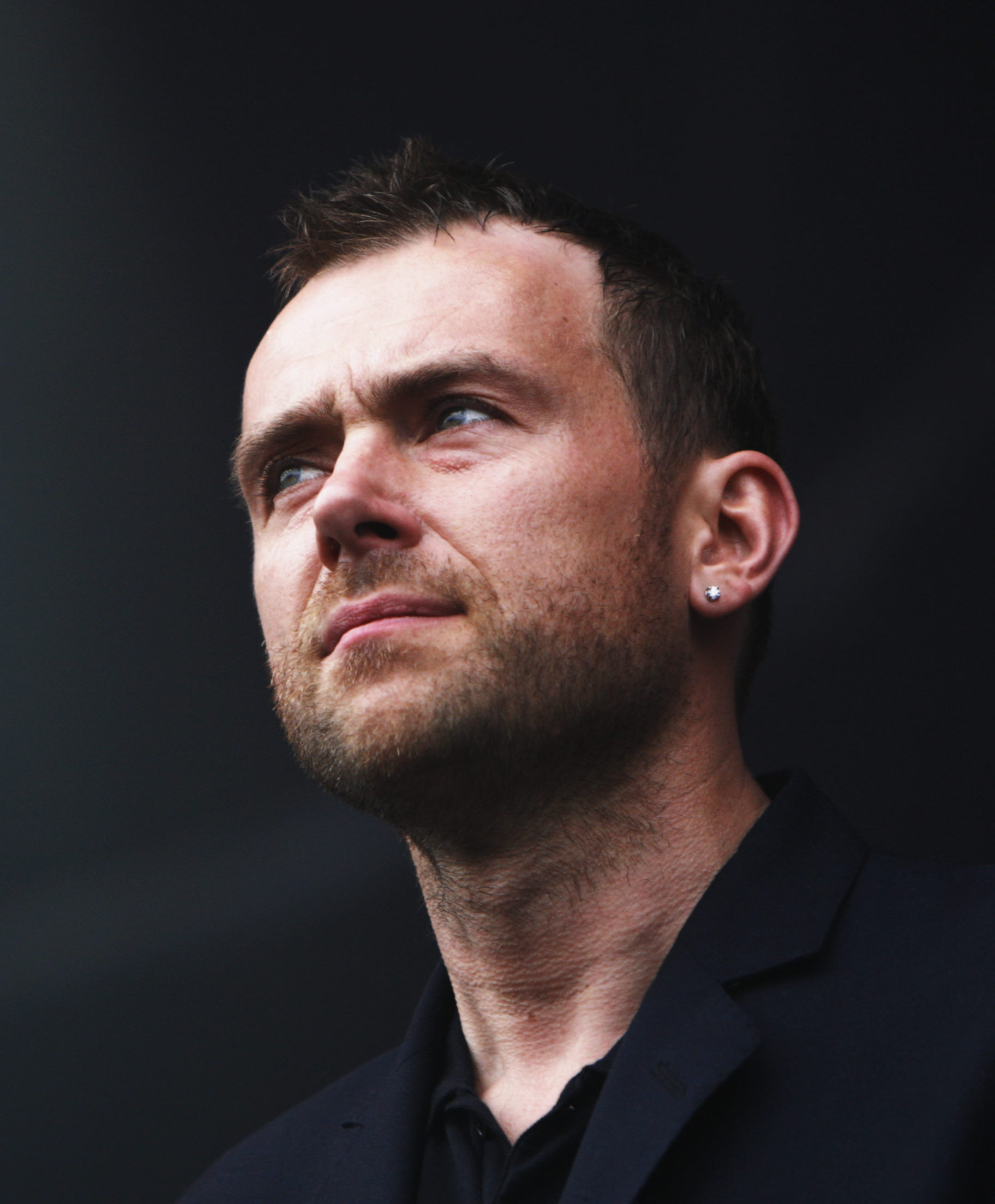
Damon Albarn
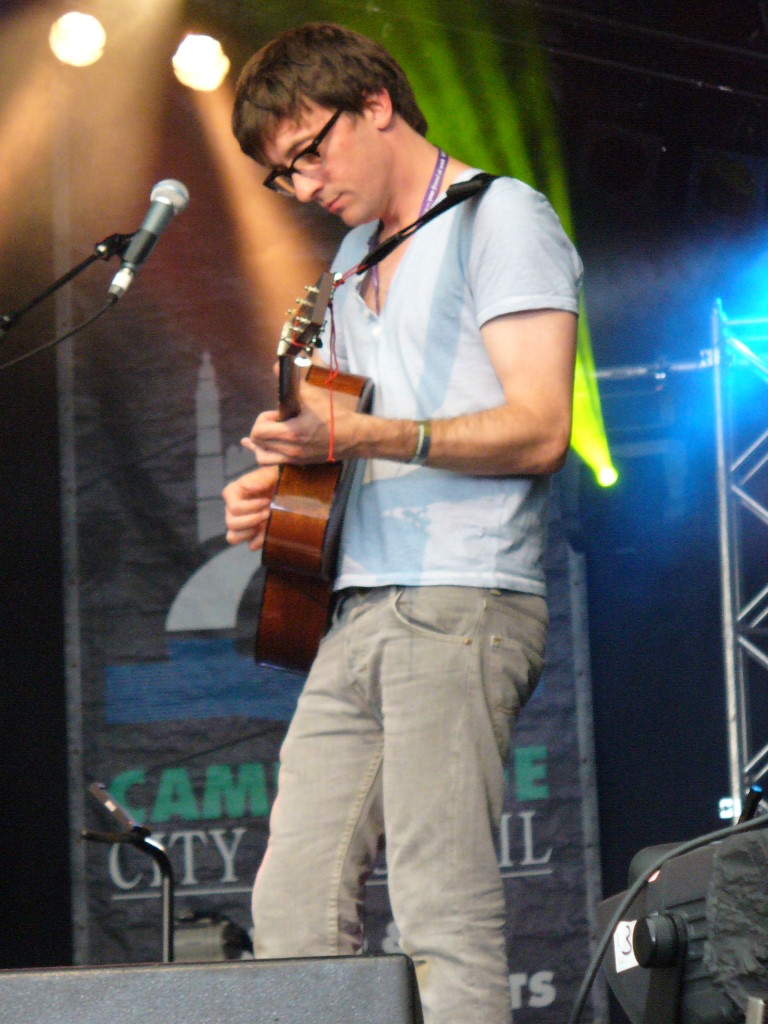
Graham Coxon
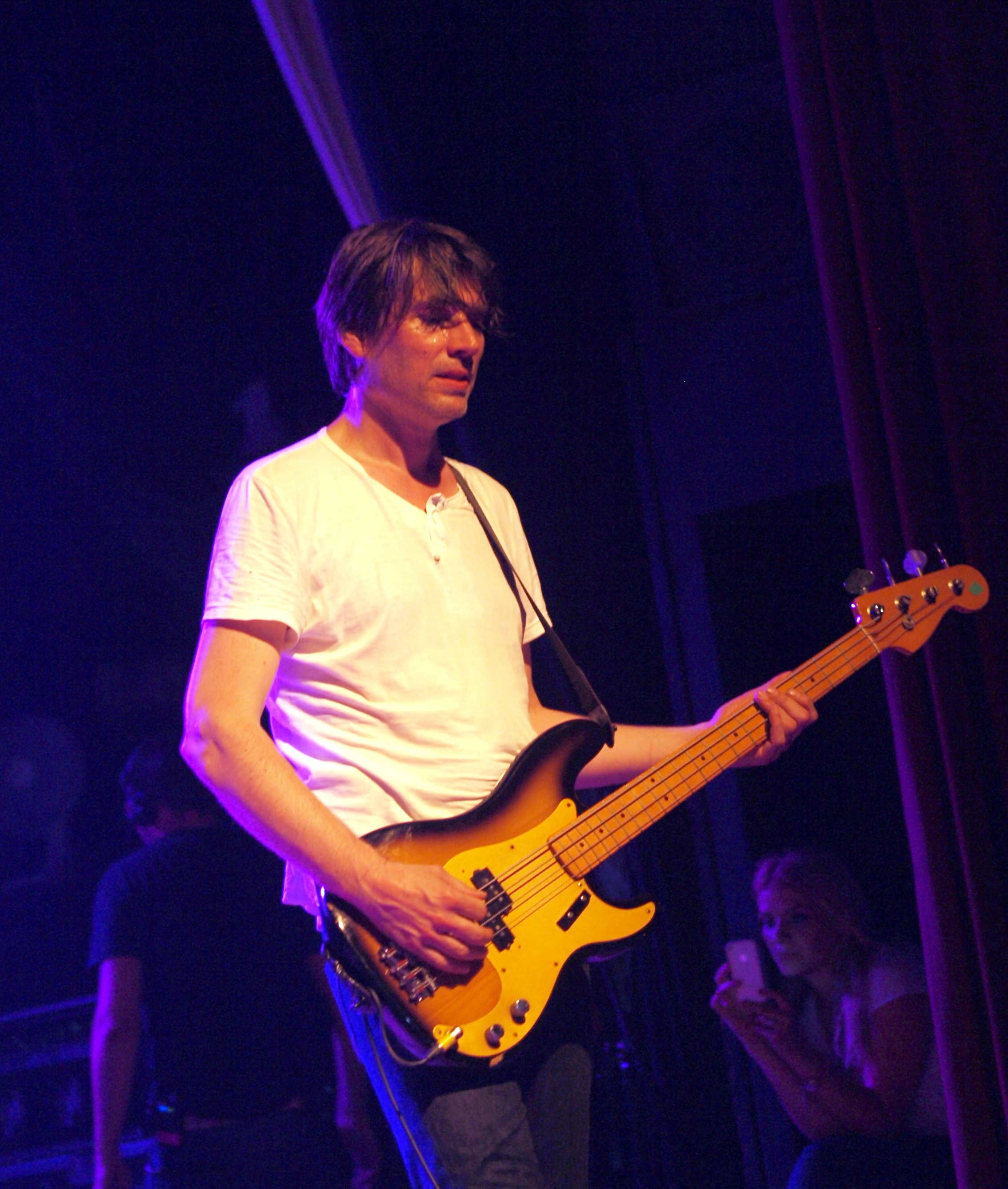
Alex James
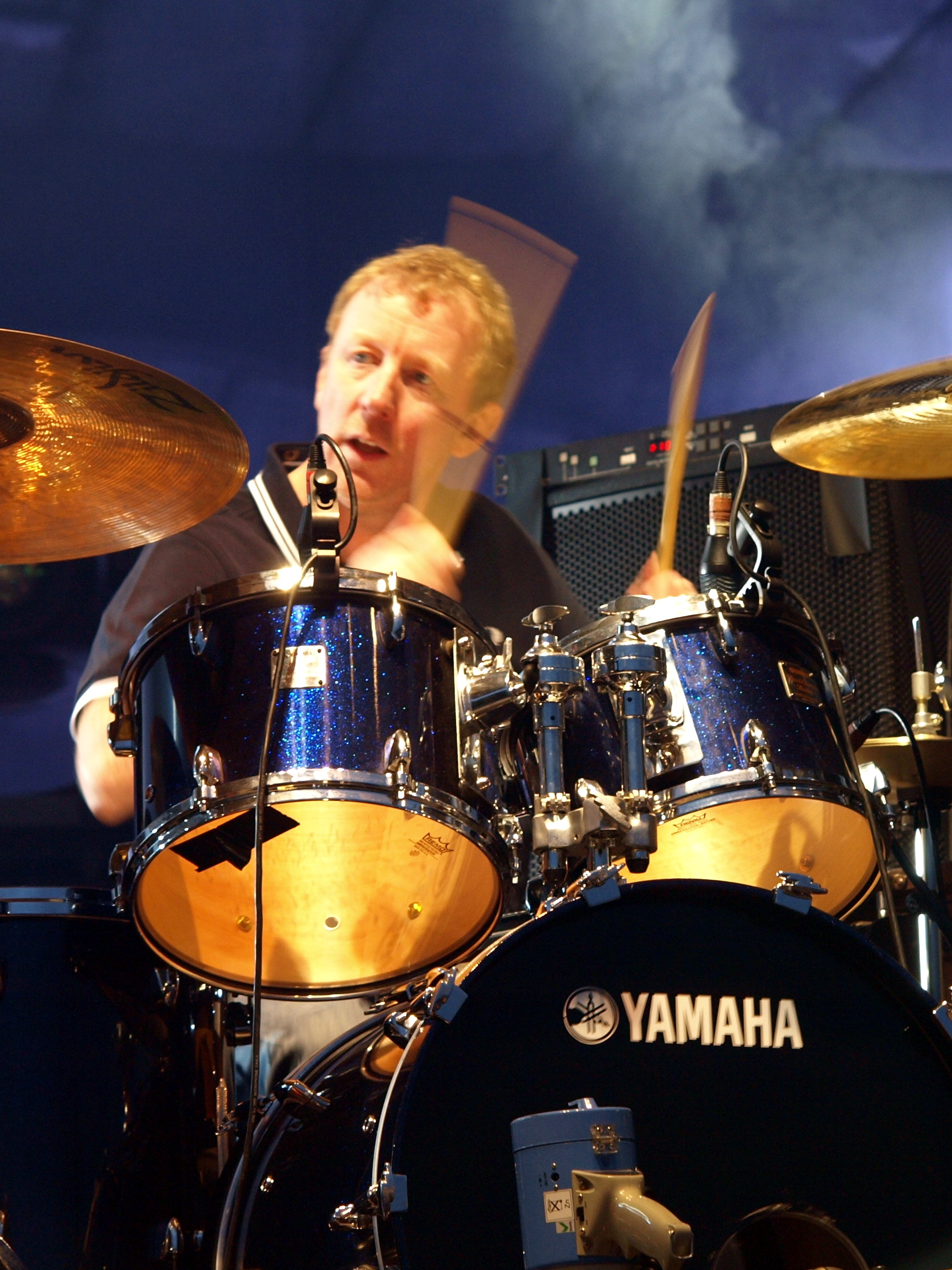
Dave Rowntree

## Diskografi

### Studioalbum
- 1991 – Leisure (UK #7) (1991-08-26)
- 1993 – Modern Life Is Rubbish (UK #15) (1993-05-10)
- 1994 – Parklife (UK #1) (1994-04-25)
- 1995 – The Great Escape (UK #1, US #150) (1995-11-09)
- 1997 – Blur (UK #1, US #61) (1997-02-10)
- 1999 – 13 (UK #1, US #80) (1999-03-15)
- 2003 – Think Tank (UK #1, US #56) (2003-05-05)
- 2015 – The Magic Whip (2015-04-27)
- 2023 – The Ballad of Darren (2023-07-21)

### Livealbum
- 1996 – Live at the Budokan
- 2009 – All The People - Live At Hyde Park 02 July 2009

### Samlingsalbum
- 1994 – The Special Collectors Edition (B-sidor)
- 1998 – Bustin' + Dronin'
- 1999 – The 10 Year Limited Edition Anniversary Box Set
- 2000 – Blur: The Best of
- 2010 – Midlife: A Beginner's Guide to Blur

### Singlar
- "She's So High" (1990)
- "There's No Other Way" (1991)
- "Bang" (1991)
- "Popscene" (1992)
- "For Tomorrow" (1993)
- "Chemical World" (1993)
- "Sunday Sunday" (1993)
- "Girls & Boys" (1994)
- "To the End" (1994)
- "Parklife" (1994)
- "End of a Century" (1994)
- "Country House" (1995)
- "The Universal" (1995)
- "Stereotypes" (1996)
- "Charmless Man" (1996)
- "Beetlebum" (1997)
- "Song 2" (1997)
- "On Your Own" (1997)
- "M.O.R." (1997)
- "Tender" (1999)
- "Coffee & TV" (1999)
- "No Distance Left to Run" (1999)
- "Music Is My Radar" (2000)
- "Out of Time" (2003)
- "Crazy Beat" (2003)
- "Good Song" (2003)
- "Fool's Day" (2010)
- "Under the Westway" (2012)
- "Go Out" (2015)
- "There Are Too Many Of Us" (2015)
- "Lonesome Street" (2015)